# Aeroportul Los Roques
Aeroportul Los Roques (IATA: LRV, ICAO: SVRS) este un aeroport din Gran Roque⁠(d), Dependențele federale, Venezuela ce deservește zona Los Roques.
Situat la o altitudine de 0 m, aeroportul dispune de 1 pistă.

## Infrastructură

### Piste
Aeroportul dispune de o singură pistă. Pista are orientarea 07/25. 